# Iara (Madagaskar)
Iara is een plaats en commune in het zuiden van Madagaskar, behorend tot het district Vangaindrano, dat gelegen is in de regio Atsimo-Atsinanana. Tijdens een volkstelling in 2001 telde de plaats 9.427 inwoners.
De plaats biedt enkel lager onderwijs aan. 98 % van de bevolking werkt als landbouwer. Het belangrijkste landbouwproduct is rijst; andere belangrijke producten zijn koffie, cassave en peper. Verder is 2 % actief in de dienstensector.